# ليام بيتس
ليام بيتس هو فنان أداء سويسري، ولد في 1988 في سويسرا.

## وصلات خارجية
- الموقع الرسمي